# 殺せんせーQ!
『殺せんせーQ!』（ころせんせークエスト、KORO TEACHER QUEST）は、『暗殺教室』を題材とした日本の漫画作品。原作は松井優征、企画・ストーリーが渡邉築、作画が青戸成。『最強ジャンプ』にて2015年11月号から2019年11月号まで連載された。
クヌギガオカ魔法学校を舞台に殺せんせーが魔王となり、生徒たちが勇者となったファンタジー世界を舞台としたスピンオフコミック。

## 登場人物
以下、題材である『暗殺教室』を「本編」、本作の漫画版を「原作」と表記する。
殺せんせー（ころせんせー）
声 - 福山潤
魔王でありE組の担任教師。バグはすばやさ異常で、ほとんど攻撃を当てることができない。アニメ版では完全防御形態にもなれるが、本編と異なりレアアイテムに封印される形となり、スピードが0になる代わりに防御力が99999となる。
その正体は「死神」と呼ばれた勇者で、すばやさ異常のバグで多くの魔物を倒してきたが、先代の魔王を倒した際に勇者の剣に秘められた副作用で自身が魔王化してしまった。本来なら10数年後に目覚めるはずだったが、バグの影響で魔王討伐から半年後に覚醒してしまった。そして元々なぜ魔王が生まれるのかという疑問を抱いていた事もあり、魔王を生み出す副作用のある勇者の剣を使わずに魔王を倒し、魔王のいる世界を終わらせる可能性として、自分と同じバグを持つE組の生徒達に自分を倒してもらおうと考え、E組の担任となった。
正体を明かした後、渚とカルマの勝負を経て助ける方法を探すことになる。体内の魔王の職種封印の際に、シロの策略で「やる気」の人格を封印されてしまったが、終盤で復活し、黒幕であるシロと元弟子の二代目「死神」を倒した。本編と異なり死亡はせず、魔王としての脅威がなくなった後は新たに異世界の魔人に対抗する勇者を育てるためにE組の担任を続けている。
アニメ版第11話では原作に先駆けて魔王となった経緯が描かれている。元は人間の勇者だったが、勇者としての伸びしろに行き詰まり、転職するために訪れた「転職の神殿」の職員だった雪村あぐりから、魔王の座に空きが出来たことを聞かされ、「意外性がウケる」という理由で魔王となった。しかし強すぎるが故に何をしても退屈になってしまい、最終的に自分を倒せる強い勇者を育てようと思い立ち、E組にやって来た経緯がある。ちなみに当初は人間の姿だったが、魔王のローブを羽織った事で呪いにより現在の姿となった。第12話では法王からクビを宣告されたため、思い切って盛大に自分の卒業式を実施し、城中にダミーのトラップを設置してまでE組の大半を脱落させたが、偽物と入れ替えられて以降レベルアップを続け、Lv.99となっていた本物の寺坂が全員を救出した上にトラップの設置を張りきりすぎた為に城が崩壊をはじめ、最終的には渚のバグで全員の記憶を残したままE組と初めて出会った時間帯までリセットされてしまった。
烏間 惟臣（からすま ただおみ）
声 - 杉田智和
宮廷騎士長。殺せんせーのお目付役。E組に剣術を教える。
イリーナ・イェラビッチ
声 - 伊藤静
誘惑の魔女。過去の罪を帳消しにすることを条件にE組に魔法を教える。

### 3-E
各生徒はバグ能力を持つ。
赤羽 業（あかばね カルマ）
声 - 岡本信彦
赤い悪魔と呼ばれる魔法剣士。北の洞窟のひとつ「カルマの洞窟」に住んでおり、E組からスカウトされ半ば強引に転校となった。本編とは異なり渚とは幼馴染。バグは「うんのよさ」異常で、誰かを見下し馬鹿にした瞬間に運の良さがマイナス（不運）になる。主に頭上にタライが落ちてくる。
磯貝 悠馬（いそがい ゆうま）
声 - 逢坂良太
一見立派な鎧を着ているが、バグのせいで前半分しかない。食べられるモンスターに詳しかったり板チョコ1枚で1週間は過ごせると語るなど、本編以上に貧乏。
岡島 大河（おかじま たいが）
声 - 内藤玲
バグの影響で装備がいつの間にか外れてしまう。他者にも有効。
岡野 ひなた（おかの ひなた）
声 - 田中美海
奥田 愛美（おくだ まなみ）
声 - 矢作紗友里
バグのせいで魔法も人見知りで、あらぬ方向へ飛ぶ。更にバグの影響でありえない薬の調合もできる。
片岡メグ（かたおか メグ）
声 - 松浦チエ
茅野 カエデ （かやの カエデ）
声 - 洲崎綾
神崎 有希子（かんざき ゆきこ）
声 - 佐藤聡美
バグは「かいふく魔力」のステータス異常で、相手を回復させすぎて逆にぐったりさせてしまう。
木村 正義（きむら ジャスティス）
声 - 川辺俊介
アニメ版では菅谷と共に出番が少ないことを気にしている。
倉橋 陽菜乃（くらはし ひなの）
声 - 金元寿子
バグは「エンカウント値異常」。また、バグのせいで魔法を使うと虫や魔物が集まってくる。
潮田 渚（しおた なぎさ）
声 -  渕上舞
バグはランダム異常で、強い一歩を踏み出した時にランダムでステータス異常が発生する。原作では単行本2巻の時点で筋骨隆々になる程度だが、アニメでは、1話では攻撃力99999になり、9話ではキスされた茅野が魔王の姿になり、第12話では「殺せんせーやみんなを助けたい」という気持ちが強かったためか、全員の記憶を残した状態でE組と殺せんせーが出会った時期まで時間をリセットさせた。
菅谷 創介（すがや そうすけ）
声 - 宮下栄治
アニメ版では木村と共に出番が少ないことを気にしている。
杉野 友人（すぎの ともひと）
声 - 山谷祥生
バグのせいで魔法のスピードが遅い。
アニメ版では第3話で放った奥義が第12話にようやく発動しており、極度の興奮状態となると狂戦士（バーサーカー）化するバグが追加されている。
竹林 孝太郎（たけばやし こうたろう）
声 - 水島大宙
アニメ第10話ではバレンタインでチョコ一つで大騒ぎするクラスメイトを見てE組に疑問を感じ、両親に認められるべく聖騎士団に移籍しようとしたが、実際は人気者になってチョコを沢山もらうことが目的だった。E組女子が(渚も)メイドになって矢田を筆頭に竹林を誘惑しようとしたが失敗し、最終的には律の魔法でE組脱退を思い留まったが、何故か悟りを開いたような雰囲気となり、エンディングでは独唱していた。アニメ第12話のラストでは、何故か律と同じ石版状となっていた。
千葉 龍之介（ちば りゅうのすけ）
声 - 間島淳司
バグは「しゃてい」のステータス異常で、バグの発動中は如何なる障害物があっても遠くの敵を捕捉でき、届いてはいけない範囲に攻撃できてしまうが、逆に近くの物は全く見えなくなり、照準も合わなくなる。
アニメ版では長距離射撃が全て対象の股間に命中するというバグが追加されている。
寺坂 竜馬（てらさか りょうま）
声 - 木村昴
バグは魔法が色んな所から汁状が出ることと、かしこさがマイナスになる。試練の遺跡では彼の偽物が紛れていたことがあり、偽物は顔がハンサムになっている。
アニメ版では第4話以降はずっと偽物のままになっており、英語しか喋らない。しかし第12話ではダミーのトラップにかかった生徒達を助ける形で本物が登場したが、偽物と入れ替えられて放置されたダンジョンから脱出するために地獄の日々を過ごしたらしく、レベルが99にまでなっており、魔法が汁状になるバグまで完璧に使いこなせるまでになっていた。尚、作画は劇画風になっており、時間だけがリセットされたラストでもなぜかそのままで、偽物まで一緒に居た。
中村 莉桜（なかむら りお）
声 - 沼倉愛美
バグは「状態が入れ替わる」。
狭間 綺羅々（はざま きらら）
声 - 斎藤楓子
本編よりも顔を怖くする場面が多い。
速水 凛香（はやみ りんか）
声 - 河原木志穂
バグは「めいちゅう」のステータス異常で、バグの発動中はどんな物を如何なる方向へ投げても敵に命中するが、作中では毎回岡島の股間に命中している。
アニメ版では何処を狙っても全て対象の股間に命中してしまうバグが追加されている。
原 寿美鈴（はら すみれ）
声 - 日野未歩
バグは「ちから」のステータス異常で、凄い力が出せるが、その分HPが減り続けてしまうため、バグの発動中は何かを食べ続けなければならない。殺せんせーによると、肉を片手に戦場を駆け巡る姿から「ハラゾネス」という異名が付いているらしい。
アニメ第12話ではギ〇3のような技でE組の進路を作った。
不破 優月（ふわ ゆづき）
声 - 植田佳奈
バグは「ありえないアイテムを手に入れられる」。
時折、本編以上にメタフィクションな発言をする。
前原 陽斗（まえはら ひろと）
声 - 浅沼晋太郎
バグは「『かっこよさ』のステータス異常」。
三村 航輝（みむら こうき）
声 - 高橋伸也
バグは「グラフィックがおかしくなる」で近くにあるものが文字化けする。
村松 拓哉（むらまつ たくや）
声 - はらさわ晃綺
実家は一流の武器屋が立ち並ぶ大通りでラーメン屋を営んでいるが、本編同様味は不味い。
矢田 桃花（やだ とうか）
声 - 諏訪彩花
吉田 大成（よしだ たいせい）
声 - 下妻由幸
バグのせいで装備がトイレ周りの物しか装着できない。
律（りつ）
声 - 藤田咲
進化の魔術師と呼ばれる自律思考魔導石版。北の洞窟に住んでいたがE組に転校してくる。バグは2つの魔法を組み合わせてこの世に存在しない魔法を作り出す合成魔法の能力。ただし膨大なMPを消費するためアイテム（どんぶり飯）を使って補充する。当初は経験値を独占するためE組全員を石化させたりなど協調性に難があったが、殺せんせーに改造されて性格が変わり、全身が表示されるようになる。様々な魔法が使えるが、中にはかなり疑わしい物もある。
なお、アニメ第6話以降は全身ではなく顔の部分だけ表示されている。
堀部 糸成（ほりべ イトナ）
声 - 緒方恵美
銀の狂戦士と呼ばれる戦士。自称「“面白”に人生を捧げた者」で、自分と殺せんせーのどちらが面白いかを確かめるためにE組に転校してきた。バグは人間には使えない「とくぎ」が使えることだが、魔王のとくぎも使えるため攻撃力は高く、大物モンスターを倒せるほどの戦闘力を持つ。
　アニメ版では最強を求めており「最強の魔王は俺だ」と連呼する。シロが魔王軍の刺客として魔王の触手を移植して送り込んだが、クイズ勝負の末「魔王とは面白さも必要」と感じ、触手を自ら抜いたためシロから追い出されE組に転入する。本編同様、触手を抜いた後は頭にバンダナを巻くようになった。その後は、主に業などに対するツッコミが多くなっている。

### その他
くぬどん
声 - 間宮くるみ
原作と異なりアニメ版では全てのモンスターをくぬどんが演じている（スライム、笑顔キノコ、試練の遺跡のガーディアン、イモムシ等）。
浅野 學峯（あさの がくほう）
声 - 速水奨
世界最大の教団「カラナ教」法王で理事長。周囲の物を遮断するほどの凄まじいオーラを放っており、オーラの強さは椅子に座るとオーラで体が浮いてしまい、風呂に入れば周囲のお湯が弾かれてしまうほど。五英傑からは非常に恐れられており、学秀以外の4人は名前を聞いただけで震え上がるほど。原作では第10話から理事長となるも、アニメでは初登場時点で理事長となっている。
リュウキ
声 - 樋口智透
ナオト・インティライム
学校周辺生息の序盤雑魚モンスター。E組に勝ったことで横文字に改名しただけでなく、ラスボスの部屋にメスのスライムを連れ込むほど調子に乗っている。
笑顔キノコ
カルマの洞窟のモンスター。相手のレベルが自分より低いと笑顔になる。
サーベルガニ
クンガグンの洞穴のモンスター。骨を砕くことができるほど強いハサミを持つが使わない。ハサミの身はポン酢と合う。カニの目の部分が耳になっていて、顔の部分に栄養が詰まっている。
ポセイドンシャーク
マギラ海岸に生息するモンスター。人間に悪さをしていたため駆除要請が出ている。世界に一本しかない魔槍トライデントを持つ。魔王(殺せんせー)が人間側についたという噂を聞いて自分が魔王になろうとするが、イトナに倒される。
オーク
オークの城に生息するモンスター。大腿骨(げんこつ)からは豚骨スープ、肩ロースからはチャーシューが作れる。
大野 健作（おおの けんさく）
3年D組担任教師。E組を見下している。
アスナモル国王
西の大国の国王。前の魔王の呪いで昏睡状態だったが、回復後に殺せんせーのファンになる。
シロ / 柳沢 誇太郎（やなぎさわ こたろう）
声 - 竹内良太（シロ）、真殿光昭（柳沢）
魔王が発する邪気を吸収することで永遠の時を生きる不老不死者。自身の不老不死を継続させようと魔王を倒した者が次の魔王となる「魔王の螺旋」を生み出した本作の黒幕。商人に扮して杉野や国王に古代の幻覚剤や自白剤を飲ませて殺せんせーのやる気を封印したり魔王復活の情報を流す、殺せんせーの元弟子の二代目「死神」を魔王化させるなど暗躍したが、復活した殺せんせーに二代目「死神」共々倒され、最期は勇者の剣を手にした渚によって不老不死の核を破壊され完全に消滅した。
アニメ版では第6話、11話に登場。魔王軍から魔王を殺すよう依頼された白装束の魔導士。イトナを刺客として送り込んだが、殺せんせーにはあっさりと正体がバレてしまった。シリアスキャラだった本編とは異なり、ほぼツッコミキャラになっている。柳沢としては転職をサポートする「転職の神殿」の職員をしている。なお、シロと柳沢は本編と同様同一人物となっているが、アニメ第11話では、声優が別々という事でシロと柳沢が同時に登場してミニコントを行っていた。
浅野 学秀（あさの がくしゅう）
声 - 宮野真守
五英傑のリーダーで法王の息子。一番風呂や五段ベッドの一番上など何でも一番でなければ気が済まない性格で、魔王退治のためにE組の教室に向かう際にも馬に乗って他のメンバーを引き離し、光のオーブを勝手に持ち出して壊した事を殺せんせーに弱みとして握られた際には真っ先に撤退した（アニメ版では馬よりも速く走っていた）。終盤では魔王退治のためにE組に協力する。それなりにシリアスキャラだった本編と異なり、入浴剤を選びながらカッコいいセリフを言うなどほぼギャグキャラとなっている。原作では他の五英傑と共に第11話からA組編入が決定したが、アニメでは編入していない。
榊原 蓮（さかきばら れん）、荒木 鉄平（あらき てっぺい）、小山 夏彦（こやま なつひこ）、瀬尾 智也（せお ともや）
声 - 石川界人（榊原）、勝杏里（荒木）、明平鉄平（小山）、髙木俊（瀬尾）
五英傑のメンバー。常にトップを目指す学秀に振り回されており、彼に対するツッコミ役となっている。学秀以上に學峯を恐れており、名前を聞いただけで震え上がり、独断で行動した上に無断で持ち出した光のオーブを壊した事を殺せんせーに弱みとして握られた際にはこの世の終わりの様な表情となっていた。学秀と同様かなりのラーメン通。小山はアニメ第10話で再登場したが、ただ笑っているだけで何も起こらなかった。
レッドアイ
オシャレマスター。
マリオ、チャンタ
転職の神殿の職員で、マリオが戦士マスター、チャンタが武道家マスターの肩書を持つ。
鷹岡 明（たかおか あきら）
声 – 三宅健太
魔王軍の幹部で通称「獣王タカオカ」。魔王の座を狙う野心家だが、やたらと魔王っぽさに拘っており、部下が戦闘中でも登場時のポーズや背後の効果音などの打ち合わせに来る始末だった。茅野を誘拐してE組を誘き出すも、魔王っぽさに拘る余り仕掛けを全てバラしてしまい、最後は生徒に危害を加えられて激怒した殺せんせーに制裁を受けて封印されたが、最後まで魔王っぽさを崩さなかった。
アニメ版では第9話に登場。大盗賊団「鷹」の頭。（小娘と間違えた）渚を人質に魔王を誘き出そうとしたが、伏魔三人衆を倒して自らの元に辿り着いた救出メンバーに名乗っている最中にバグを発動させた速水に股間を狙撃された。更に渚を男と知らずに女装させ、姫のキスでなければ目覚めない毒を仕込んだプリンで茅野を昏睡させるも、渚のキスと彼のバグが原因で魔王（殺せんせー）化した事でブチ切れた茅野の八つ当たりに巻き込まれた。シリアスキャラだった本編と異なり、伏魔三人衆と共に渚のキスをはやし立てるなどギャグキャラとしての側面が強くなっている。
ガストロ、グリップ、スモッグ
声 – 子安武人（ガストロ）、村瀬克輝（グリップ）、伊丸岡篤（スモッグ）
伏魔三人衆と呼ばれるタカオカの手下で、それぞれ「魔人のガストロ」「圧殺のグリップ」「毒煙のスモッグ」と異名が付いている。スモッグは体中の穴から猛毒ガスを出す能力を持つが、何故か下ネタで張り合ったイトナに戦闘摸写が描かれることなく倒され、グリップは強力な武器の警備をしていたが、武器を狙う者以外は攻撃しない為スルーされ、ガストロは戦闘中にタカオカの魔王っぽい演出の相談をされたことで戦闘どころではなく、最後は烏間に倒された。
アニメ版では第9話に登場。大盗賊団「鷹」のメンバー。伏魔の塔でそれぞれ見張りを行うも、スモッグは不破から「三人衆の一番目は絶対に誰にも勝てない」と言われ、グリップはカルマのバグの巻き添えで彼と共に吹き飛ばされ、ガストロはそこそこ優位に立つも、バグを発動させた千葉の長距離射撃で股間を狙撃されてそれぞれ倒されたが、渚が茅野にキスをする際には全員復活して鷹岡と共にはやし立てていた。
雪村あぐり（ゆきむら あぐり）
声 - 川澄綾子
アニメ版では第11話に登場。転職をサポートする「転職の神殿」の職員。たまたま担当となった勇者時代の殺せんせーに魔王の座が空席となった事を教え、魔王の座を斡旋した。魔王の姿になった殺せんせーの姿を「素敵」と評価したり、殺せんせーの弟子を「勇者って感じがしない」と言うなど本編と同様変わったセンスをしている。本編同様茅野の姉であることが最終話にて言及されている。また本編と異なり死亡はせず、魔王の城で殺せんせーの身の回りの世話をしている模様。
原作では最終話にて異世界の姫として登場した。
二代目「死神」（原作） / 新米勇者（アニメ）
声 - 島﨑信長
勇者時代の殺せんせーの弟子。しかし殺せんせーのスピードに付いて行けずに早い段階で置いて行かれていたため、殺せんせーも彼のことを全く覚えておらず、そのことを知った際には最後まで根に持っていた。シロによって魔王の触手を埋め込まれ、魔王化とドーピングで殺せんせーを追い詰めるも、殺せんせーのバグによって倒され、最期は勇者の剣を手にした渚によってシロ共々消滅させられた。
アニメ版では第11話に登場。勇者時代の殺せんせーの弟子。殺せんせーが魔王となったことで魔物が現れるようになり、それらを倒しているうちにいつの間にかレベルが上がって一流の勇者となっていた。しかし本人は勇者としての自分にしっくりきておらず、魔王退治のために殺せんせーの下を訪れた際にあぐりの斡旋で死神に転職し、その後はどこかへ消え去ったという。
元魔王（脳噛ネウロ）
声 – 子安武人
アニメ第11話に登場したオリジナルキャラクター。『魔人探偵脳噛ネウロ』の主人公だが、今作では先代の魔王となっている。魔王としての伸びしろを失い、魔王を引退して転職しようとした。勇者時代の殺せんせーに魔王の引き継ぎを行った後は、「ここいらには自分を満足させる「ナゾ」が無い」として別世界で魔人からやり直すと語っていた。尚、原作における先代の魔王は殺せんせーがE組に来る半年前に勇者時代の殺せんせーに倒されている。
原作では最終話にて、異世界に住む「魔王よりも強力な魔人」として登場している。

## 用語
想定外の事象（バグ）
神の意図しないことが起こってしまう現象。魔法や本人の肉体、バラメーターに通常ではありえない現象が起こる。魔王である殺せんせーもバグにより素早さが99999もある。
アスモナル大陸
クヌギガオカ魔法学校などがある大陸。
クヌギガオカ魔法学校
E組の生徒達が通う魔法学校。世界最大の教団「カラナ教」が設立し、過去に何人も勇者を輩出した超名門校。最下層に落ちこぼれクラスを作って徹底的に差別することで他の生徒はそのクラスに落ちないように頑張ることで成績が上がる合理的な仕組みとなっている。本校舎は立派な建物だが、E組の校舎は山奥の旧校舎となっている。定期的に合同訓練が行われるが、クラスごとに扱える装備が異なる（A組はダイヤの剣、E組は鉄の剣など）。
魔王の脅威が去ったことで廃校が検討されていたが、異世界の魔人の存在が発覚したことで存続することとなった。
旅立ちの洞窟
E組の校舎の近くにある洞窟。近くにはスライムが生息している。
北の洞窟
大陸の北側にある洞窟。実は3つある。
カルマの洞窟
北の洞窟の一つ。
裏切りの遺跡
仲間を想う気持ちを確かめる試練を課す3つの間で構成される地下遺跡。隣には胃薬草があるヤーン遺跡がある。
濃霧の森
エルフですら迷子になると言われる魔法の霧で覆われた森。
十二国会議
四つの大国と八つの小国の王達による世界会議。
カラナ教
學峯をトップとする世界最大の教団で、トップである法王は人類で一番偉いと評される。クヌギガオカ魔法学校の母体でもあり、徹底した合理主義で知られる。
聖騎士
法王である學峯をトップに聖なる女神の加護を受けた騎士団。五英傑はその中でも選りすぐりの腕利き集団とされる。一方で魔王の関係者と疑った者達を容赦なく処刑・投獄しているため、ならず者達からは恐れられている。
勇tube
勇者が自分達の活動などを配信する動画サービス。勇者としての活動以外にも様々な面白動画の配信が可能で、人気に応じて広告料なども入ってくる。
勇者の剣
魔王を倒すことが出来る唯一の武器。しかし実際は魔王を倒した勇者に魔王の触手を植え付け次代の魔王へと変えてしまう「魔王の剣」としての側面も持つ。魔王化した勇者は10数年かけて徐々に人間の記憶を消され、人間への憎悪を植え付けられる。

## 書誌情報
- 松井優征（原作）、渡邉築（企画・ストーリー）、青戸成（作画） 『殺せんせーQ!』 集英社〈ジャンプ・コミックス〉、全5巻
  1. 2016年7月4日発売[1]、ISBN 978-4-08-880733-1
  2. 2017年3月3日発売[2]、ISBN 978-4-08-881094-2
  3. 2018年1月4日発売[3]、ISBN 978-4-08-881334-9
  4. 2019年2月4日発売[4]、ISBN 978-4-08-881737-8
  5. 2019年11月1日発売[5]、ISBN 978-4-08-882117-7

## アニメ
2016年11月19日より『劇場版 暗殺教室 365日の時間』の併映短編として同時上映。
公開翌日にシリーズ化が発表され、12月23日よりFOD・dTV・UULAほかで配信された。

### スタッフ
- 原作 - 『殺せんせーQ!』松井優征、渡邉築、青戸成（集英社 『最強ジャンプ』連載）
- 総監督 - 岸誠二
- 監督 - 仁昌寺義人
- シリーズ構成 - 上江洲誠
- キャラクターデザイン・総作画監督 - 山形孝二
- 美術監督 - 宮越歩
- 色彩設計 - 加口大朗
- 撮影監督 - 竹花佑佳里
- CGディレクター - 内山正文
- 編集 - 森田編集室、坂本雅紀
- 音楽 - 佐藤直紀
- 音楽プロデューサー - 大胡寛二
- 音楽制作 - フジパシフィックミュージック
- 音響監督 - 飯田里樹
- プロデューサー - 尾崎紀子
- アニメーションプロデューサー - 比嘉勇二
- アニメーション制作 - Lerche
- 制作 - アニメ「殺せんせーQ!」製作委員会（フジテレビジョン、関西テレビ放送、電通、BSフジ）

### 主題歌
オープニングテーマ「Re:QUEST!」
作詞 - マイクスギヤマ / 作曲・編曲 - 中村博 / 歌 - 茅野カエデ（洲崎綾）
エンディングテーマ「また君に会える日」（第10話）
作詞 - 宮脇詩音 / 作曲 - Army Slick,Lauren Kaori / 編曲 - Army Slick / 歌 - TAKE（竹林孝太郎）

### 各話リスト
| 話数   | サブタイトル             | 脚本         | 絵コンテ   | 演出              | 作画監督            | 配信日          |
| ------ | ------------------------ | ------------ | ---------- | ----------------- | ------------------- | --------------- |
| 第1話  | 魔王とE組                | 上江洲誠     | 齋藤徳明   | 仁昌寺義人        | 安形佳己            | 2016年 12月23日 |
| 第2話  | 赤い悪魔                 | 上江洲誠     | 齋藤徳明   | 仁昌寺義人        | 安形佳己 伊藤麻由加 | 12月30日        |
| 第3話  | 誘惑の魔女               | 上江洲誠     | 東海林真一 | 伊藤史夫          | 廣瀬智仁            | 2017年 1月6日   |
| 第4話  | 試練の遺跡               | 中西やすひろ | 東海林真一 | 伊藤史夫          | 安形佳己            | 1月13日         |
| 第5話  | 進化の魔術師             | 中西やすひろ | 仁昌寺義人 | 野亦則行          | 山形孝二            | 1月20日         |
| 第6話  | 銀の狂戦士               | 中西やすひろ | 大原実     | 野亦則行          | 安形佳己 廣瀬智仁   | 1月27日         |
| 第7話  | 襲撃!五英傑!             | 中西やすひろ | 釘宮洋     | 笹原嘉文          | 幸野浩二            | 2月3日          |
| 第8話  | オレが魔王で魔王がオレで | 中西やすひろ | 仁昌寺義人 | 野亦則行 笹原嘉文 | 廣瀬智仁            | 2月10日         |
| 第9話  | 決戦!伏魔の塔            | 世楽縁       | 鎌田祐輔   | 鎌田祐輔          | 安形佳己            | 2月17日         |
| 第10話 | 竹林、E組やめるってよ    | 中西やすひろ | 夕澄慶英!  | 鎌田祐輔          | 幸野浩二            | 2月24日         |
| 第11話 | 転職?天職?!              | 上江洲誠     | 東海林真一 | 仁昌寺義人        | 廣瀬智仁            | 3月3日          |
| 第12話 | BYE BYE魔王              | 上江洲誠     | 仁昌寺義人 | 仁昌寺義人        | 山形孝二 安形佳己   | 3月10日         |

### 配信サイト・放送局
| 配信期間                        | 配信時間 | 配信サイト                                                                              |
| ------------------------------- | -------- | --------------------------------------------------------------------------------------- |
| 2016年12月23日 - 2017年3月10日  | 金曜     | FOD dTV UULA アニメ放題 GYAO!ストア ビデオマーケット ひかりTV ムービーフルプラス U-NEXT |
| 2016年12月24日 -                | 土曜     | TSUTAYA TV                                                                              |
| 2016年12月26日 -                | 月曜     | 楽天ショウタイム→Rakuten TV                                                             |
| 2016年12月28日 -                | 水曜     | iTSCOMオンデマンド J:comオンデマンド HAPPY!動画 みるプラス                              |
| 2016年12月30日 - 2024年11月30日 | 金曜     | dアニメストア                                                                           |

| 放送期間      | 放送時間                     | 放送局 | 対象地域 | 備考                                                        |
| ------------- | ---------------------------- | ------ | -------- | ----------------------------------------------------------- |
| 2017年10月8日 | 日曜 2:00 - 4:00（土曜深夜） | BSフジ | 日本全域 | BS放送 / 製作委員会参加 / 全話一挙放送 / 『アニメギルド』枠 |